# Édouard Vimont
Édouard Vimont, né à Paris le 8 août 1846 et mort à Gentilly le 12 février 1931, est un peintre français.

## Biographie
Édouard Vimont est né le 8 août 1846 à Paris. Élève à l'École des beaux-arts de Paris dans les ateliers d'Alexandre Cabanel et de Théodore Maillot, il s'illustre à plusieurs reprises au concours de l'esquisse peinte dès 1864. Il obtient une quatrième place cette année grâce à sa Reconnaissance d'Electre et Oreste. Il concourt plusieurs fois sans succès au prix de Rome : en 1867 sur le thème de La Mort de Laïus par Œdipe, en 1869 avec Le Soldat de Marathon pour lequel il reçoit une mention honorable, en 1871 en présentant Les Adieux d'Œdipe aux cadavres de sa femme et de ses fils, en 1873 avec La captivité des juifs à Babylone, en 1874 avec La mort de Timophane, et une dernière fois en 1876 sur le thème de Priam aux pieds d'Achille. L'année suivante, il obtient grâce à un concours interne à l'école, la commande d'un Martyre de saint Étienne pour le maître-autel de l'église d'Arc-sous-Cicon.  
Il expose dès 1870 au Salon, en se faisant remarquer dans le domaine de la grande peinture d'histoire, avec Céphale et Procris en 1870 (localisation inconnue), Les Sirènes en 1874 (Angers, musée des beaux-arts), La Fable et la Vérité en 1880 (Limoux, musée Petiet), ou encore Vitellius empereur au Salon de 1886 (localisation inconnue), qui lui vaut l'obtention d'une médaille de troisième classe, après avoir reçu une mention honorable en 1876. 
En 1887-1888, il participe au concours pour la décoration de la mairie d'Arcueil-Cachan, et laisse ainsi deux esquisses sur le thème de la Famille et sur les Travaux d'Arcueil (Paris, Petit Palais). Il est lauréat du concours organisé quelque temps plus tard pour la mairie des Lilas où il peint ainsi deux grandes compositions sur le thème de La Jeunesse et La Famille en 1890-1891 pour l'escalier d'honneur.
Sa Mort d'Archimède (localisation inconnue) est présentée en 1894 à l'Exposition universelle d'Anvers.

## Œuvres

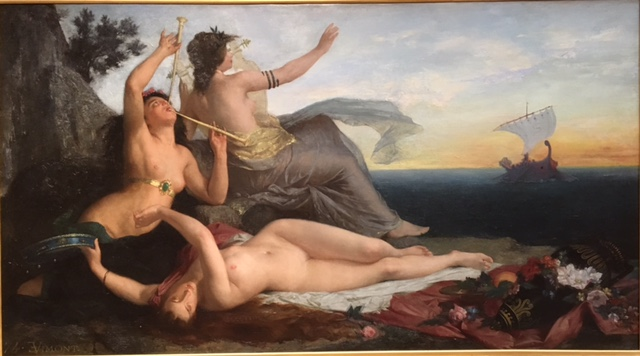
Les Sirènes (1874), Angers, musée des Beaux-Arts.

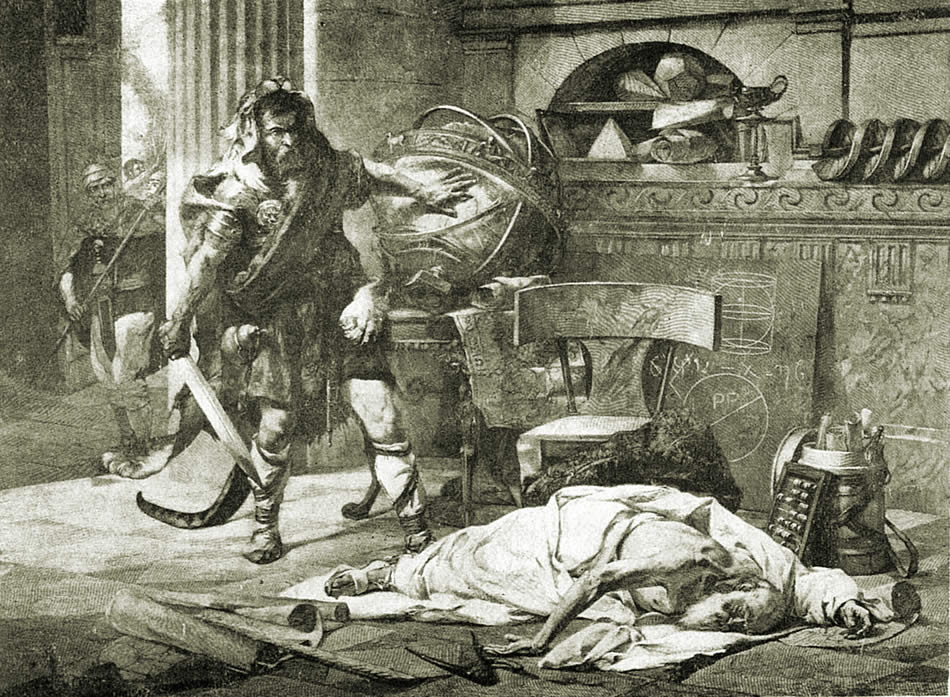
Bellum nefas ou La Mort d'Archimède, 1892, huile sur toile, localisation inconnue.

- Le Berger Faustulus apportant à sa femme les jumeaux Romulus et Rémus, vers 1866, copie d'après Pierre de Cortone, Paris, Banque de France.
- Périclès et Aspasie visitant l'atelier de Phidias, 1866, esquisse, Paris, École nationale supérieure des beaux-arts.
- Ugolin et ses fils, 1866, esquisse, Paris, École nationale supérieure des beaux-arts.
- Le Soldat de Marathon, 1869, Annecy, musée d'art contemporain et d'art régional.
- Céphale et Procris, 1870, localisation inconnue.
- Les Adieux d'Œdipe aux cadavres de sa femme et de ses fils, 1871, Saint-Romain-de-Colbosc, mairie.
- Le Baptême du Christ, 1872, copie d'après Andrea del Sarto, Paris, École nationale supérieure des beaux-arts.
- La Prédication de saint Jean-Baptiste, 1873, copie d'après Andrea del Sarto, École nationale supérieure des beaux-arts.
- Les Sirènes, 1874, Angers, musée des beaux-arts.
- Lucrèce, 1875, localisation inconnue.
- Sainte Geneviève, 1876, localisation inconnue.
- La Lapidation de saint Étienne, 1877, Arc-sous-Cicon, église Saint-Étienne.
- Le Mauvais riche, 1879, localisation inconnue.
- La Fable et la Vérité, 1880, Limoux, musée Petiet.
- Un oracle gaulois, 1881, localisation inconnue.
- Hercule entre la Volupté et la Vertu, 1883, localisation inconnue.
- La Folie guide les traits de l'Amour, 1885, localisation inconnue.
- Vitellius empereur, 1886, localisation inconnue.
- La Famille et Les Travaux d'Arcueil, 1887-1888, esquisses, Paris, Petit Palais.
- Jeune femme à la mandoline, 1889, collection particulière
- La Jeunesse et La Famille, 1890-1891, Les Lilas, escalier d'honneur de l'hôtel de ville.
- Bellum nefas ou La Mort d'Archimède, 1892, localisation inconnue.
- Le Couronnement d'épines, église de Breteuil.